# 埃尔韦·雅凯
埃尔韦·雅凯（法語：Hervé Jacquet，1939年—），法国数学家，美国哥伦比亚大学终身教授。他是自守表示理论的奠基人之一。1980年当选法国科学院通讯院士。